# Парус (журнал)
«Парус» (до 1988 года — «Рабочая смена») — советский всесоюзный молодёжный журнал, публиковавший художественные рассказы как начинающих советских авторов, так и всемирно известных зарубежных. 
Тираж журнала доходил до 1 000 000 экземпляров. Был ориентирован на молодёжную читательскую аудиторию (точнее, учащихся техникумов и студентов первых курсов), издавался в Белоруссии, в Минске, распространялся через всесоюзную сеть «Союзпечать».

## Описание
Журнал имел качественный дизайн. Практически на каждой странице были картинки. Журнал отличали удобные для глаза шрифты и грамотная вёрстка, то есть адекватная ширина полей.
Вначале журнал выходил с цветной обложкой и черно белым текстом и фотографиями внутри. Потом появился «псевдоцвет» (когда рисунки печатаются светло-оранжевым по чёрно-белому изображению). Затем журнал стал выходить полностью в цвете.
По мере выпуска журнала менялась бумага, на которой он выходил. Если первые номера были на хорошей полиграфической газетной бумаге с глянцевой обложкой, то впоследствии были номера с плотностью бумаги не менее 250 г. Связано это было как с совершенствованием печатного процесса, так в отдельных случаях, и с кризисом 1990-х годов.
Цвет фотографий был выше всяких похвал. Проводилась грамотная цветокоррекция. В то время как большинство журналов в СССР выходили, либо не имея рисунков совсем как «Октябрь». Либо по преимуществу графику («Юность»), либо многоцветные рисунки без оттенков («Пионер»), либо имея синюшные оттенки на большинстве фотографий. «Рабочая смена» — «Парус» выгодно отличался/отличалась в лучшую сторону.
На последней странице журнала публиковались обложки для кассет как отечественных групп («Алиса»), так и зарубежных («Animals»), художник — Сергей Стельмашонок.
Практически в каждом номере журнала публиковался фантастический рассказ.
Иногда выходили «фантастические» номера — это номера, в которых убраны все другие рубрики (такие, как взросление, комсомол и молодёжь, личные проблемы, музыкальная страничка с новинками фирмы «Мелодия», письма молодых читателей). Вместо этого в одном номере печатается сразу семь и более фантастических повестей и рассказов, в том числе юмористических, с их обсуждением и вступлением к ним.

## Наиболее известные номера
Номера белорусского журнала «Рабочая смена»:
- 1987, № 7 — Статья Алексея Заикина «Путешествие в соседний двор» Архивная копия от 5 декабря 2008 на Wayback Machine о Юрии Лозе. Одна из первых доброжелательных статей об отечественной рок-музыке в советской прессе.
- 1987, № 12'— Статья Михаила Володина «Периферия» о Юрие Шевчуке и группе ДДТ.. Одна из первых серьезных статей о месте Юрия Шевчука в отечественной рок-музыке.

Номера всесоюзного журнала «Парус»:
- 1988, № 1 — Начало цикла статей по ТРИЗ (В. Цуриков. Дорога во вселенную идей; А.Росин. Как изобрести… себя)[1]
- 1988, № 7 — специализированный «фантастический» номер[2]. Позже редакция журнала «Парус» начала подготавливать отдельные издания под логотипом «Фантакрим-МЕГА»[3]. Номер значим для н/ф фэндома.
- 1989, № 7 — второй специализированный «фантастический» номер.
- 1990, № 4-5 — публикация киносценария «Марсельеза» с прозой Эны Трамп и стихами Николая Данелия. Номер значим для хиповской субкультуры.
- 1990, № 7 — третий (последний) специализированный «фантастический» номер.

## Советские авторы, публиковавшиеся в журнале «Парус»
- Александр Бачило, г. Новосибирск — № 7, 1990 год (рассказ «Мыслефильм, или Записки графомана»)[4]
- Олег Павлов — 1990 год (рассказы)[5]
- Эна Трамп, г. Минск — № 4-5, 1990 год (киносценарий «Марсельеза»).
- Юлий Буркин, г. Томск — № 12, 1988 год (новелла «Пятна грозы»); № 1, 1990 год (сказка «Автобиография»)[6]
- Юрий Брайдер, г. Дзержинск — № 12, 1989 год (рассказ «Администрация леса»); № 7, 1990 год (рассказ «Фальшивомонетчик»).
- Светлана Саврасова — (стихи и проза)[7]
- Дакенов Закир, г. Москва — 1990 год, повесть об армейской жизни «Вышка» (первая публикация)
- Юрий Коротков — повесть «Авария» (сценарий к к/ф «Авария - дочь мента»), 1988 г.; "«Виллисы» (1989 г.)
- Анна Панкратова — № 4 1991 год, «Сны, которые возвращаются»

## Зарубежные авторы, публиковавшиеся в журнале «Парус»
- Збигнев Ненацки, Польша — в начале 1990-х годов.

## Редакционный коллектив
- Николай Латыш — зам. редактора «Рабочей смены».
- Борис Пастернак — зам. редактора «Рабочей смены».
- Александр Класковский (старший) — главный редактор «Рабочей смены», затем «Паруса», сейчас — независимый политолог.
- Ефим Шур, завотделом публицистики до 1991 года. Позже работал издателем и редактором журнала «Фантакрим Мега», возглавлял издательство «Петит», был директором издательства в Москве. Скончался 5 января 2013 г. в Минске.
- Ирина Павлючик, завотделом комсомольской жизни. Живёт в Москве, занимается издательской деятельностью.
- Владимир Кацапов, фотокорр. Жил в Минске, занимался полиграфией и издательской деятельностью. Скончался 19 февраля 2012 г. в Минске.
- Александр Росин c 1978 по 1990 год корреспондент, редактор отдела. В 1995 году эмигрировал в США (Бостон), в 2000 переехал в Майами, где с 1 января 2001 года издаёт русскоязычный журнал «Флорида»[8].

В разные годы в «Рабочей смене» («Парусе») работали: Николай Латыш, Любовь Байч (ныне живёт в Израиле), Владимир Круглов (художник, скончался в середине 1980-x в Минске), Александр Сабодаш, Иван Вантенков, Виктор Понявин (трагически погиб в середине 1990-x в Сочи), Ольга Сокол, Валерий Липневич, Михаил Шелехов, Ирина Ноздрина (живет в США), Галина Каляго (живёт в Минске), Галина Седова (живёт в Израиле), Алла Никитина (живёт в Израиле), Светлана Шидловская (живёт в Минске), Светлана Саврасова (живёт в Англии), Михаил Володин (живет в Минске), Тамара Сахащик (живёт в Минске), Елена Адамчик (живёт в Минске), Сергей Стельмашонок (живёт в Минске), Владимир Булычев  (живёт в Омске), Евгения Доцук (умерла в 2006), Ирина Халип, Пётр Марцев (умер в 2014), Александр Коршакевич (живёт в Минске)

## Другие молодёжные журналы в СССР
- Пионер (журнал), политические пионерские новости, репортажи, художественная проза, загадки
- Костёр (журнал)
- Студенческий меридиан, фоторепортажи из студенческой жизни, рассказы, юмор.
- Ровесник (журнал)
- Техника — Молодёжи, фантастика, техника, приключения.
- Горизонты техники для детей на русском языке, продавался в киосках «Союзпечать», издавался в Польше, по формату — экземпляры журнала напоминают сегодняшнюю «Популярную механику».